# Явленське сільське поселення
Я́вленське сільське поселення (рос. Явленское сельское поселение) — сільське поселення у складі Нерчинсько-Заводського району Забайкальського краю Росії.
Адміністративний центр та єдиний населений пункт — село Явленка.

## Населення
Населення сільського поселення становить 566 осіб (2019; 698 у 2010, 787 у 2002).